# ستان غرانت
ستان غرانت (بالإنجليزية: Stan Grant)‏؛(30 سبتمبر 1963 -) هو مراسل ومذيع بقناة سي إن إن.

## النشأة والمسيرة
ولد ستان غرانت في غريفث في نيو ساوث ويلز بأستراليا في 30 سبتمبر 1963. قدّم ستان غرانت برنامج ذي بريزم على قناة سي إن إن وهو الآن مراسل للمحطة في الصين.